# بروم‌فنیرامین
بروم‌فنیرامین (انگلیسی: Brompheniramine) نوعی داروی آنتی‌هیستامین از گروه پروپیلامینهاست که برای درمان سرماخوردگی و رینیت آلرژیک استفاده میشود.